# Spirálka
Jeskyně Spirálka leží v severní části CHKO Moravský kras na pravé straně Hradského (Holštejnského) žlebu v blízkosti obce Holštejn. Je součástí největšího jeskynního systému v Česku – Amatérské jeskyně.

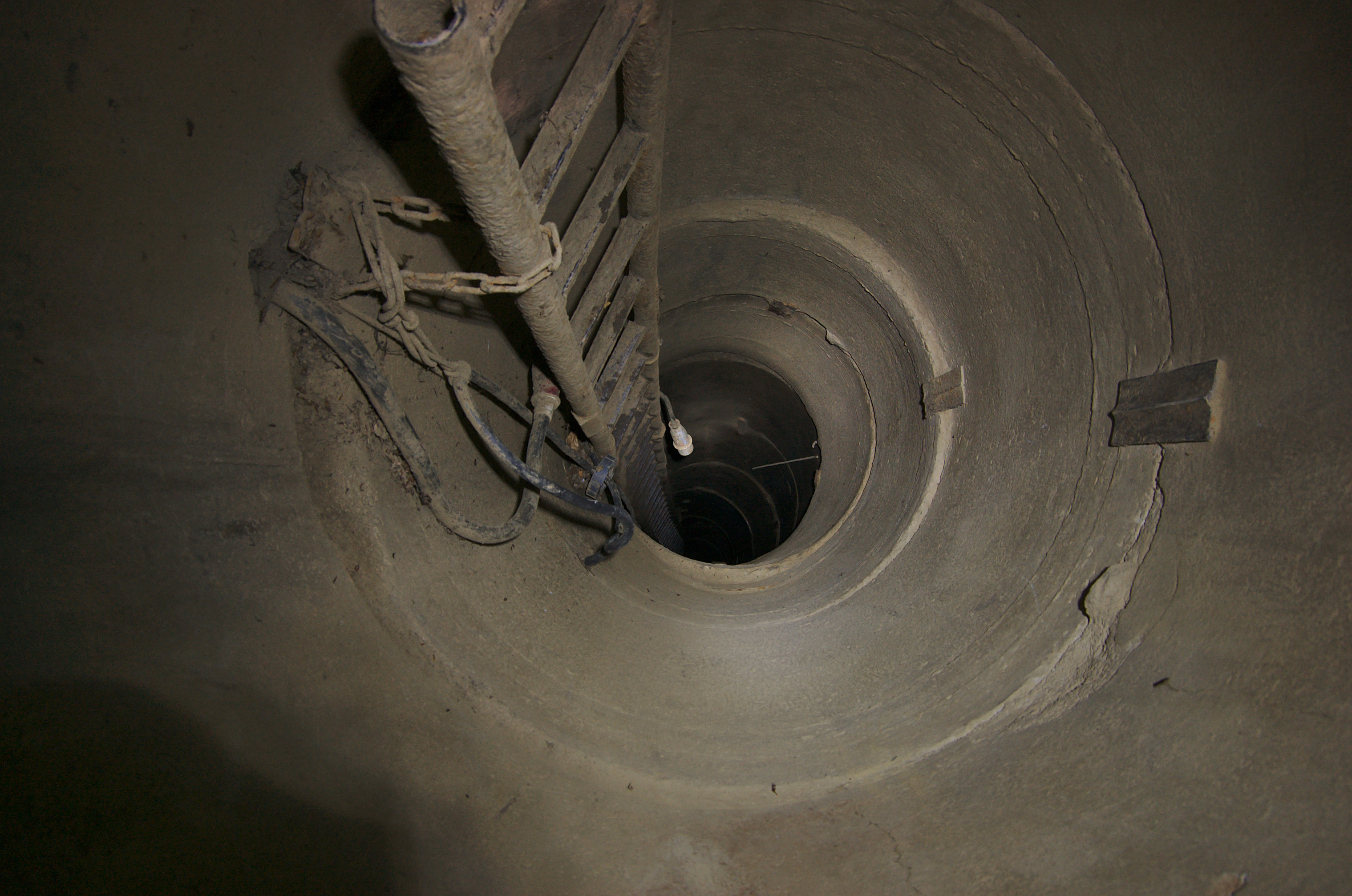
Vchod do jeskyně Spirálka

Je situována ve skalnaté rokli na pravé straně Hrádského žlebu. Byla objevena šachtou na okraji Bártíkova závrtu se snahou proniknout na aktívní tok Bílé vody. Šachta vyústila do mohutné propasti s rozsáhlým labyrintem dómů a chodeb na jejím dně. Zároveň bylo poprvé dosaženo aktivního toku podzemní Bílé vody mezi Novou Rasovnou a Macochou. V roce 1968 bylo nalezeno spojení s jeskyní Piková dáma suchou cestou a 1979 potápěči objevili i „mokrou cestu“ proplaváním sifonu mezi oběma jeskyněmi. Dnes celý systém Piková Dáma – Spirálka disponuje celkovou délkou chodeb na 3 km.
Podzemní tok Bílé vody se na jih od obce Holštejn propadá do podzemí, protéká dolními patry jeskyní Nová Rasovna, Piková dáma, Spirálka, C 13 do Staré a Nové Amatérské jeskyně, kde se v podzemí spojuje s tokem Punkvy.